# Lambertsberg

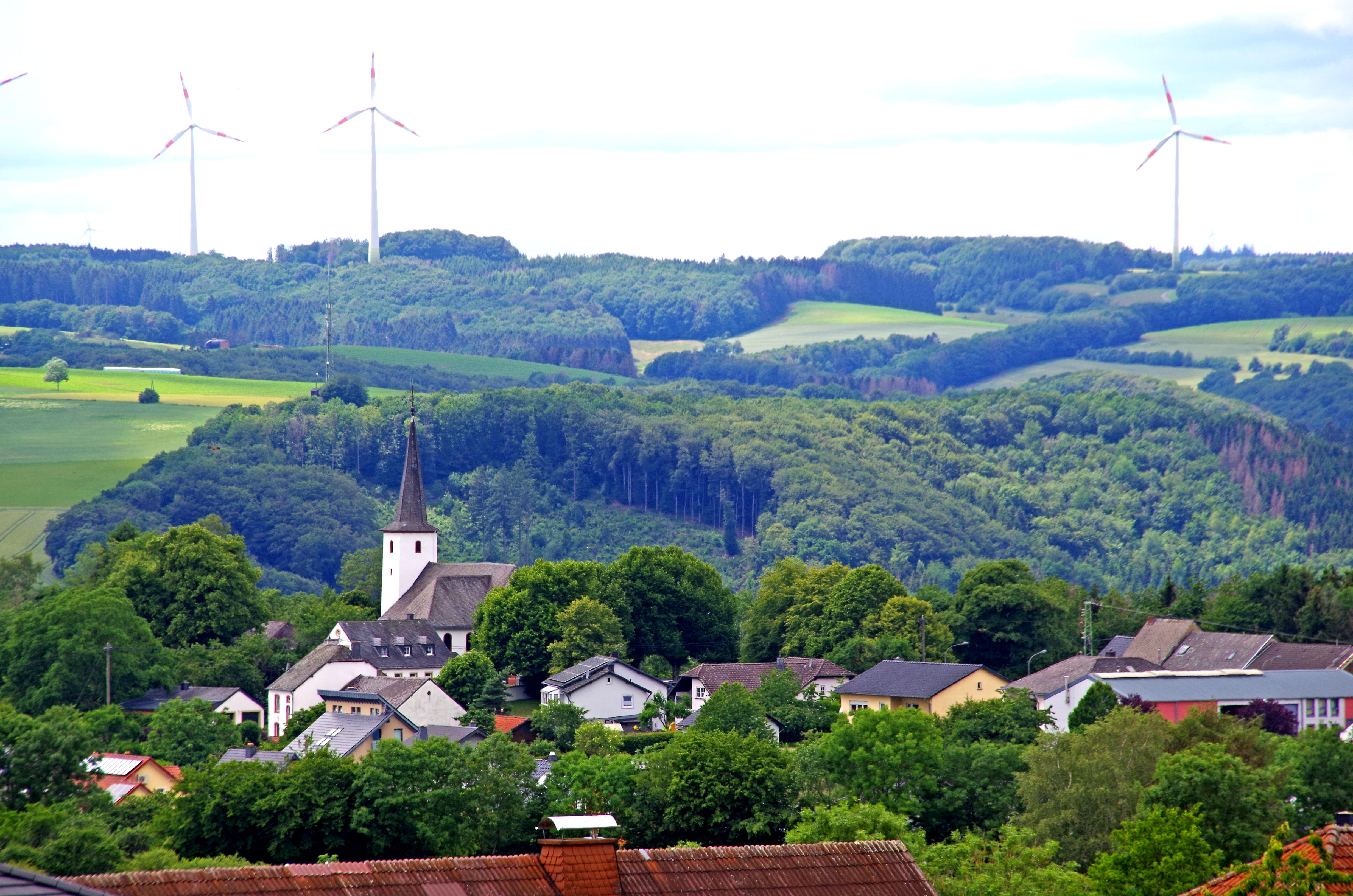
Lambertsberg

Lambertsberg ist eine Ortsgemeinde im Eifelkreis Bitburg-Prüm in Rheinland-Pfalz. Sie gehört der Verbandsgemeinde Arzfeld an.

## Geographie
Der Ort liegt in der Südeifel, am Rande des Deutsch-Luxemburgischen Naturparks. Lambertsberg besteht aus den Ortsteilen Lambertsberg und Greimelscheid. Zum Ortsteil Lambertsberg gehört auch der Wohnplatz „Im nächsten Busch“.
55 % des Gemeindegebietes werden landwirtschaftlich genutzt, 33 % sind von Wald bestanden (Stand 2018).
Im Nordwesten grenzt Lambertsberg an Hargarten, im Osten an Plütscheid, im Süden an Mauel und im Westen an Waxweiler.

## Geschichte
Vor 1794 gehörte Lambertsberg zum Kondominium Pronsfeld, Greimelscheid dagegen gehörte zum Kurfürstentum Trier. Die verwaltungsmäßige Teilung der beiden Orte blieb auch, nachdem 1794 französische Revolutionstruppen das Linke Rheinufer einnahmen. Lambertsberg gehörte bis 1814 zur Mairie Waxweiler im Wälderdepartement, Greimelscheid zur Mairie Dingdorf im Saardepartement. Ebenso in der preußischen Zeit nach 1815: Lambertsberg gehörte von 1816 an zur Bürgermeisterei Waxweiler, Greimelscheid zur Bürgermeisterei Dingdorf, beide gehörten zum Kreis Prüm im Regierungsbezirk Trier.
Lambertsberg und der heutige Ortsteil Greimelscheid wurden im Pfarrbezirk Lambertsberg im Bistum Trier vereint. Die erste urkundliche Erwähnung von Greimelscheid fand 1288 statt. Lambertsberg ist aus dem 1408 erstmals erwähnten Obergreimelscheid entstanden und wurde im 16. Jahrhundert umbenannt. Lambertsberg und Greimelscheid wurden zwar lediglich durch die heutige Landstraße getrennt, die aber auch die staatliche und kirchliche Grenzlinie für die verschiedenen Institutionen bildete.
Die heutige Ortsgemeinde wurde am 1. Januar 1968 aus den bis dahin eigenständigen Gemeinden Greimelscheid (damals 143 Einwohner) und Lambertsberg (206 Einwohner) neu gebildet.
Statistik zur Einwohnerentwicklung
Die Entwicklung der Einwohnerzahl von Lambertsberg bezogen auf das heutige Gemeindegebiet; die Werte von 1871 bis 1987 beruhen auf Volkszählungen:
| Jahr | Einwohner |
| ---- | --------- |
| 1815 | 96        |
| 1835 | 165       |
| 1871 | 160       |
| 1905 | 155       |
| 1939 | 178       |
| 1950 | 185       |

| Jahr | Einwohner |
| ---- | --------- |
| 1961 | 186       |
| 1970 | 232       |
| 1987 | 299       |
| 2005 | 345       |
| 2011 | 348       |
| 2017 | 377       |

## Politik

### Bürgermeister
Thomas Ehses wurde 2024 Ortsbürgermeister von Lambertsberg.
Sein Vorgänger war Jochen Schoden seit August 2019.
Schodens Vorgängerin als Ortsbürgermeister war Maria Oest-Bartholome.

### Wappen
| Wappen von Lambertsberg | Blasonierung: „In Rot ein silberner Göpel, vorne ein silberner Bischofsstab und eine silberne Lanze, hinten vier silberne vierstrahlige Sterne, je pfahlweise zu zweien schräg versetzt.“ |
| Wappen von Lambertsberg | Wappenbegründung: Über 500 Jahre lang existierten die beiden Ortschaften nebeneinander. Das ältere Greimelscheid wurde um 1288 das erste Mal genannt. Lambertsberg entwickelte sich aus Obergreimelscheid, welches im Jahr 1408 erstmals Erwähnung fand. Die beiden Gemeinden lagen sich gegenüber, getrennt durch die heutige Landesstraße. Die Straße bedeutete nicht nur die Trennung der beiden Orte, sondern auch staatliche und kirchliche Grenzlinie, sodass man beim Überqueren der Straße schon in einen anderen Zuständigkeitsbereich trat. Erst nachdem Napoleon mit seinen Truppen abzog, kamen die beiden Orte gemeinsam zum Land Preußen und wurden auch im Pfarrbezirk Lambertsberg, im Bistum Trier, vereint. |

## Kultur und Sehenswürdigkeiten

### Bauwerke

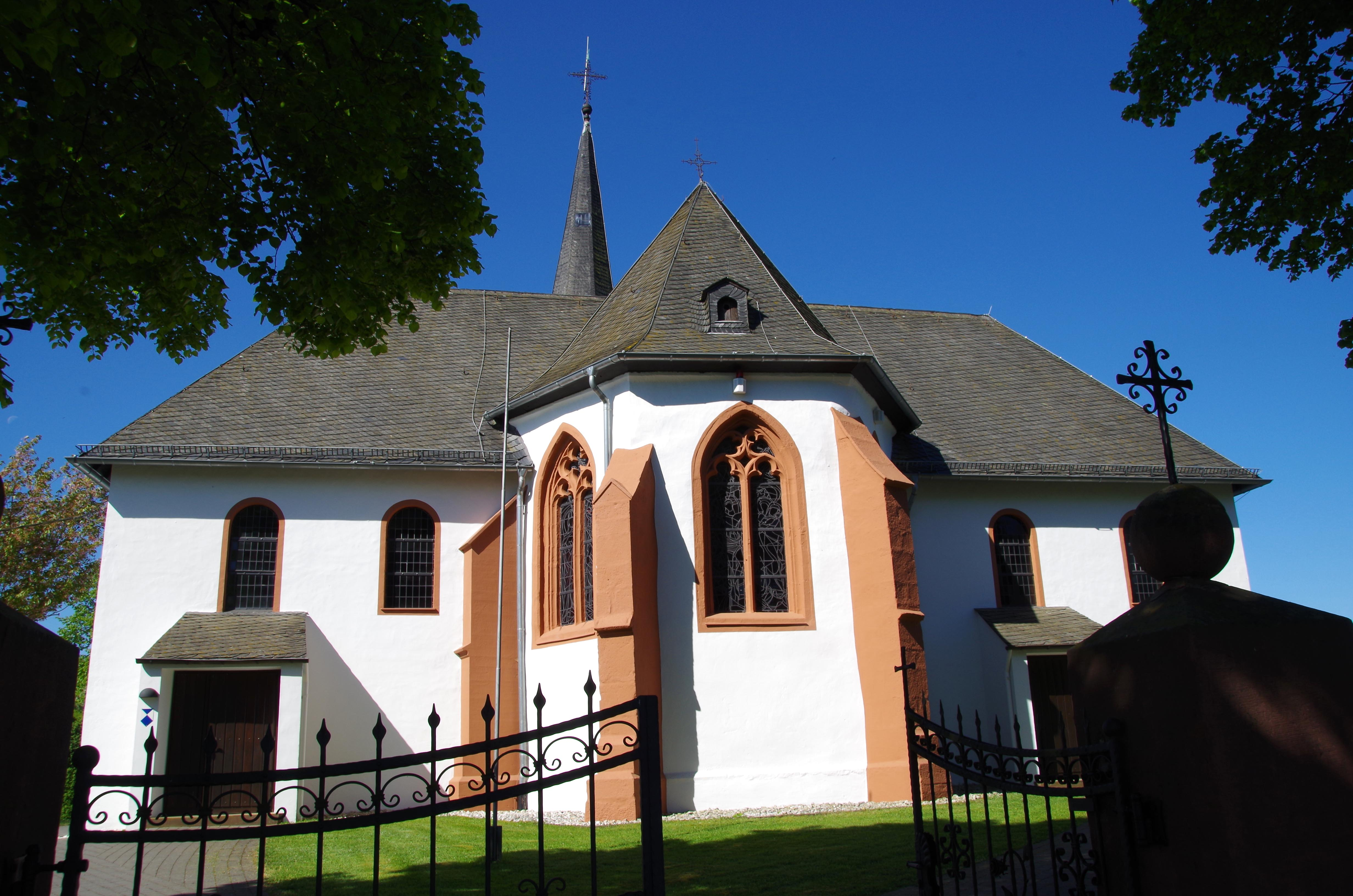
Lambertsberg, Wallfahrtskirche St. Lambertus, Außenansicht

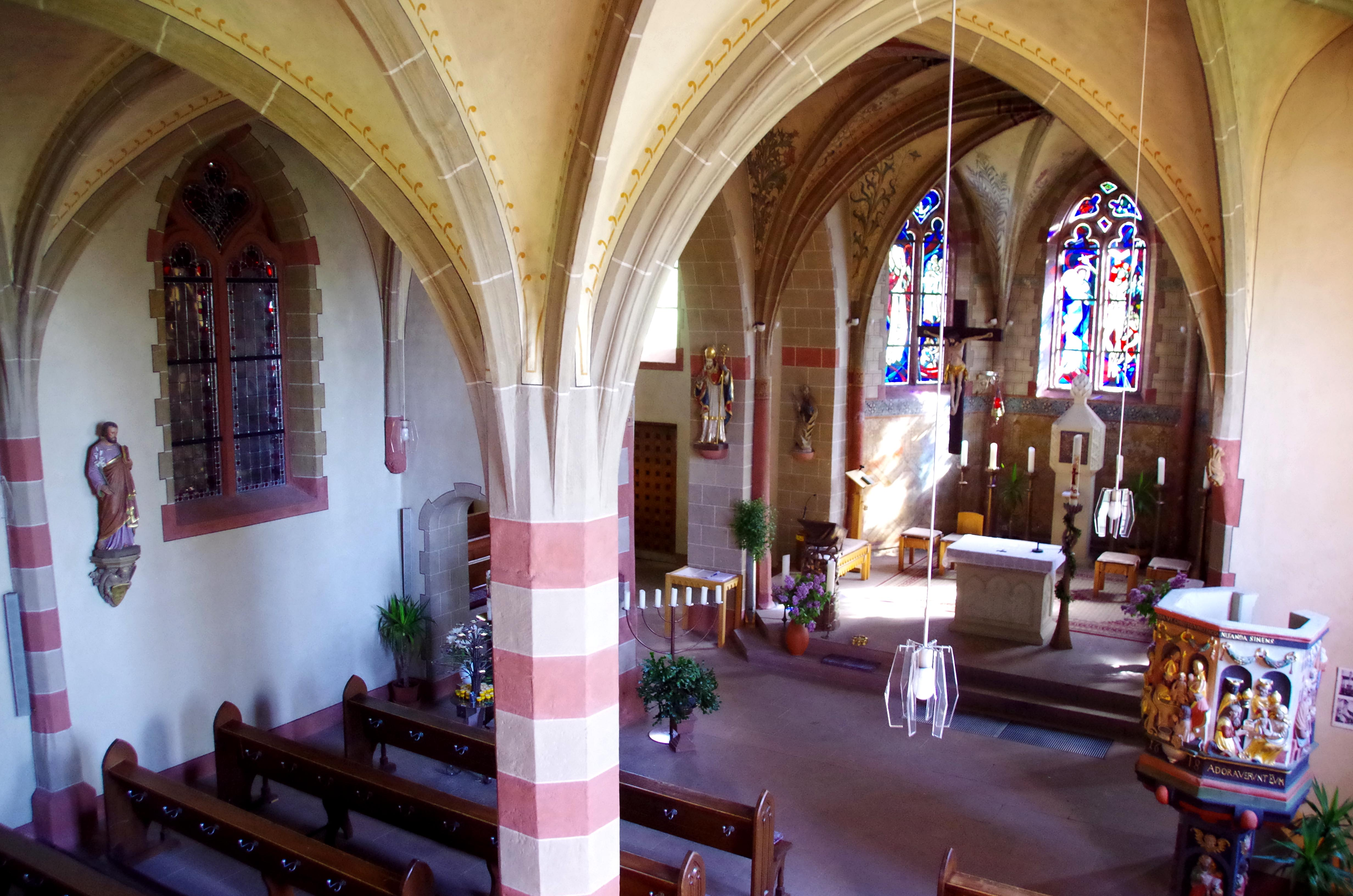
Lambertsberg, Wallfahrtskirche St. Lambertus, Innenansicht

Sehenswert sind die Wallfahrtskirche St. Lambertus aus dem 15. Jahrhundert mit einer Außenkanzel aus dem Jahr 1618 und ein ehemaliges Marktkreuz von 1623 auf dem Kirchenvorplatz.

### Veranstaltungen
- Fastnacht: Der Lambertsberger Nachtumzug galt als einer der größten Fastnachtsumzüge der Südeifel bzw. des Kreises Bitburg-Prüm. Der Umzug fand traditionell am Karnevalsfreitag gegen Abend statt. Aus Platzgründen wird der Umzug heute nicht mehr ausgerichtet.
- 1. Sonntag im August: Antik- und Trödelmarkt am Gemeindehaus.

## Wirtschaft und Infrastruktur

### Gewerbe
Lambertsberg ist heute eine landwirtschaftlich geprägte Wohngemeinde, die im Vergleich zu den umliegenden Gemeinden jedoch eine höhere Wirtschaftskraft aufweist.
Seit 1971, als noch 30 landwirtschaftliche Betriebe gezählt worden waren, hat die landwirtschaftlich genutzte Fläche von 260 ha auf 180 ha (2010) abgenommen, die von 6 Betrieben bewirtschaftet wurden.

### Verkehr
Durchquert wird die Ortschaft von der Landesstraße 12, die sie unter anderem mit Waxweiler und der 3 km östlich liegenden Anschlussstelle Waxweiler/Schönecken der Bundesautobahn 60 verbindet.